# Constituição do Reino de Roma
A Constituição do Reino Romano foi um conjunto de diretrizes e princípios não escritos transmitidos principalmente através precedentes. Tradicionalmente, a história romana na Antiguidade é dividida em três grandes períodos: a Monarquia, entre 753 a.C. e 509 a.C.; a República, entre 509 a.C e 27 a.C. e o Império, entre 27 a.C. e 397 d.C., quando ocorre sua divisão entre Império Ocidental e Império Oriental. Durante o período do Reino Romano, a disposição constitucional foi centrada no rei (rex), que tinha o poder de nomear assistentes, e delegar a eles seus poderes específicos. O Senado romano, que era dominada pela aristocracia, servia como conselho consultivo do rei. Muitas vezes, o rei pedia ao Senado para votar em vários assuntos, mas ele estava livre para ignorar qualquer aconselhamento dados pelo Senado. O rei também poderia solicitar uma votação sobre vários assuntos pela assembleia popular (a "Assembleia das cúrias "), que ele também estava livre para ignorar. A assembleia popular funcionava como um veículo através do qual o povo de Roma poderia expressar suas opiniões. Nela, as pessoas eram organizadas de acordo com suas respectivas cúrias (em latim: curiae). No entanto, a assembleia popular tinha outras funções. Por exemplo, ela foi um fórum utilizado pelos cidadãos para ouvir anúncios e proclamações. Ela também poderia servir como um tribunal de julgamento para os assuntos civis e criminais.

## Origem lendária de Roma
Assim como a maioria dos povos, os romanos procuravam explicar de onde vieram, contando lendas sobre as origens de sua cidade. Retomando a tradição oral, pretendiam justificar a grandeza de sua pátria através de seu passado glorioso. Para eles, existia uma grande importância na ligação de seu destino com os dos deuses, pois era ela que legitimava seu poder amedrontador de inimigos e suas qualidades. Apesar de descobertas arqueológicas comprovarem alguns aspectos do mito, como vestígios de cabanas dos primeiros moradores de Roma e a caverna Lupercal, tratava-se de uma lenda e até mesmo os escritores antigos, como Cícero e Títo Lívio, tinham seus ceticismos em relação ao aparecimento conveniente de uma loba lactante e ao estupro de uma virgem por um deus. Porém, de qualquer maneira, em termos amplos, essas narrativas eram entendidas como história. 

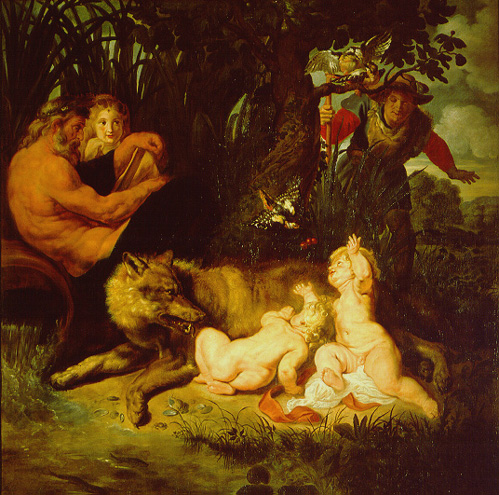
A pintura retrata Fáustulo (à direita) encontrando Rômulo e Remo sendo amamentados pela Loba capitolina (centro). Um homem velho (simbolizando o rio Tevere) e uma mulher (Reia Sílvia) assistem a cena do lado esquerdo

Segundo a versão de Tito Lívio, em Ab Urbe condita libri, os gêmeos Rômulo e Remo, eram fruto de uma relação entre a sacerdotisa virgem Rhea Silvia e o deus Marte, na cidade de Alba Longa, nas colinas Albanas, ao sul de onde ficaria Roma. O pai de Silvia, rei Numitor, foi destronado pelo irmão, Amulius, e este, usou da proteção do sacerdócio, para transformar Rhea Silvia em uma virgem vestal, para evitar a aparição de futuros descendentes que reivindicariam o trono. Porém, Silvia alegou ter sido estuprada pelo deus Marte, que a engravidou. Seu tio, furioso, a manda para um calabouço e ordena que atirem as crianças no rio Tibre, com a esperança de que morreriam afogados. O encarregado do assassinato, porém, deixou os gêmeos nas margens do rio e eles acabam sobrevivendo, já que uma loba os amamenta. Nesse ponto, Tito Lívio tenta racionalizar o conto e atribui a palavra lupa (loba), ao uso coloquial, que significava prostituta. Humana ou não, tempos depois, o pastor de ovelhas Fáustulo, encontra as crianças na entrada de uma caverna chamada Lupercal (encontrada em 2007, abaixo dos restos da Casa de Lívia, parte da casa do imperador Augusto).
Os meninos vivem com sua família adotiva até encontrarem seu avô Numitor, recuperando seu trono e indo em seguida em busca da fundação de sua própria cidade. Entretanto, os irmãos logo se desentendem devido a escolha da colina que ficaria no centro do local em que fundariam a cidade. Rômulo, escolheu a colina Palatino e queria chamar a cidade de Roma;  Remo, por outro lado, escolheu a colina Aventino e o nome seria Remora. A partir daí, existem duas versões do que aconteceu: na primeira, os auspícios (sinal dos deuses que os áugures tiravam dos pássaros no céu) decidiriam quem nomearia e reinaria na nova cidade, mas novamente eles discutiram, o que causou a morte de Remo. A outra versão, de Lívio, diz que Remo ultrapassou as defesas que cercavam a colina Palatino e Rômulo reage, o assassinando e dizendo: "Assim morrerá quem mais tentar saltar sobre meus muros".
Rômulo, então, constrói Roma com a colina Palatino no centro e se torna seu único líder, porém, havia um número muito reduzido de pessoas para morarem na cidade, por isso, Rômulo incentivou escravos fugidos, criminosos e refugiados a se juntarem a eles, o que resultou numa população predominantemente masculina. Para resolver o problema, Rômulo convida os povos vizinhos, sabinos e latinos para Roma, afim de participar de uma festa. Durante a festividade, ele dá sinal para que seus homens sequestrem as jovens mulheres para desposa-las. Os pais das moças sequestradas, começam uma guerra. Os romanos derrotam facilmente os latinos, porém, os sabinos eram perseverantes e já faziam os romanos recuarem. Em uma invasão dos sabinos à Roma, Rômulo, já em desespero, se vê obrigado a pedir ajuda para Júpiter (especificamente ao deus Júpiter Stator, o que mantém os homens firmes), para que os romanos parassem de fugir do campo de batalha e defendessem suas terras, em agradecimento, ele construiria um templo em sua homenagem - este foi o primeiro de vários templos construídos em agradecimento a ajuda divina em Roma. O motivo do fim da guerra, porém, foram as próprias sabinas raptadas, que invadiram o campo de batalha para impedir que seus pais e maridos continuassem se matando. Dessa forma, surge uma "cidade conjunta", romana-sabina, governada por Rômulo e Tito Tácio, mas o ultimo logo é assassinado e Rômulo volta a ser o único rei por mais de 30 anos.
A versão de Tito Lívio, não foi a única sobre os irmãos (existem também as versões de Plutarco e de Dionísio de Halicarnasso, o uso político de Cícero, etc.) e nem a história de Rômulo e Remo, foi a única mitologia de fundação disseminada na época. Duas das principais outras versões de mito fundador de Roma, são: a ideia grega que trazia a Odisseia, de Homero, sugerindo que o verdadeiro fundador de Roma  teria sido Romus, filho de Odisseu e da bruxa Circe e a outra versão, é a do herói troiano Eneias (Eneida, de Virgílio), que fugiu da cidade de Troia após a guerra com os gregos e refundou sua cidade natal em solo italiano. A ultima ainda é muitas vezes, incorporada na história de Rômulo e Remo, colocando-os como descendentes de Eneias.

## História constitucional

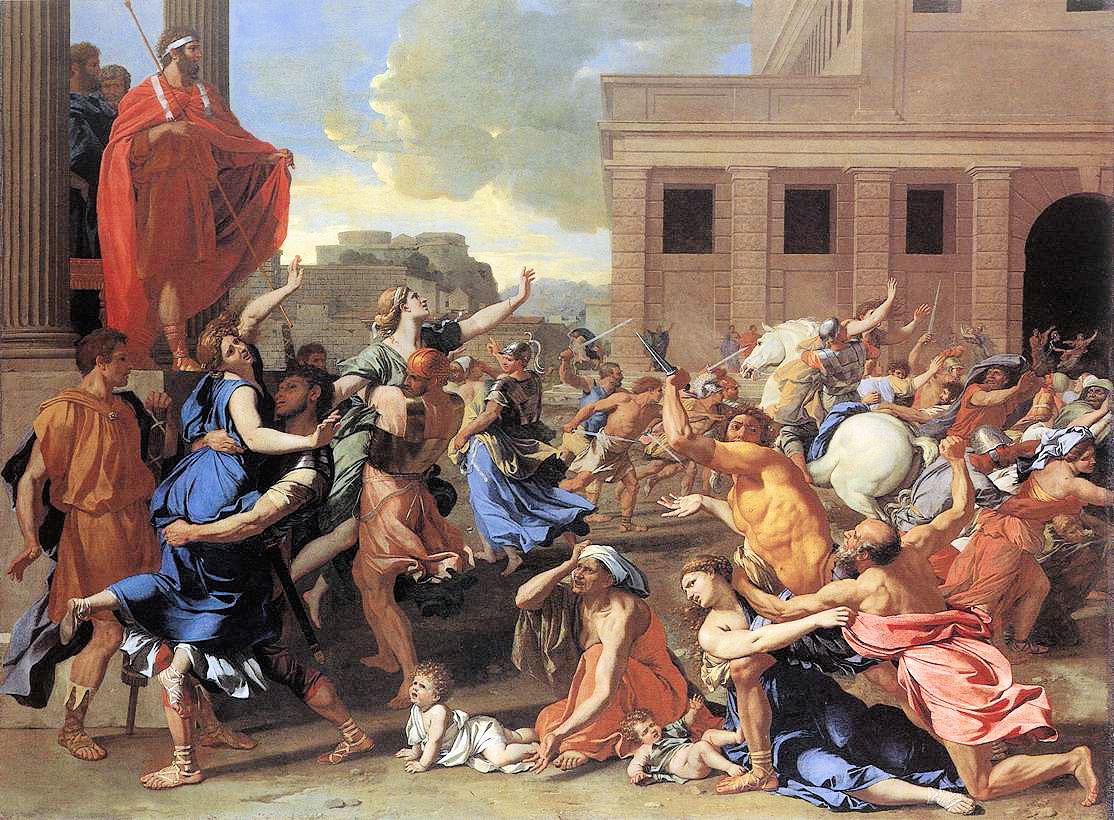
O rapto da sabinas 1637-38, de Nicolas Poussin. No quadro, Rômulo, à esquerda, comanda o rapto das mulheres.

A história da constituição do reino romano traça a progressão do desenvolvimento político romano da fundação da cidade de Roma, começando com Rômulo em 753 a.C. até que Lúcio Tarquínio Soberbo foi obrigado a renunciar em 509 a.C., e este período pode ser dividido em duas épocas com base em lendas. Os quatro reis romanos: Rômulo, Numa Pompilius, Tullius Hostilius, Ancus Marcius e os e três reis etruscos: Tarquinius Priscus, Servius Tullius e Tarquinius Superbus. Embora as específicas lendas sobre cada um dos sete reis provavelmente não sejam verdadeiras, foram baseadas em fatos históricos. Antes da fundação da república, Roma foi governada por uma sucessão de reis e a inscrição descoberta em 1899, sob a pedra preta do Fórum, é uma das maiores provas da existência politica real dessa monarquia. Na inscrição, encontra-se a palavra "rei", em sua forma declinada em dativo no latim Recei, que significa "para o rei/em favor do rei". A primeira época lendária abrange os reinados dos quatro primeiros reis romanos. Neste período, os fundamentos políticos da cidade foram estabelecidas, a cidade foi organizada em cúrias, as instituições religiosas foram estabelecidas, e o Senado, bem como às Assembleias, evoluíram em instituições formais.
A região do Lácio foi habitada por vários povos. Além dos latinos (Ramnes) e sabinos (Tities), os etruscos (Luceres) tiveram um papel importante na história da monarquia, já que vários dos reis tinham origem etrusca. As famílias patrícias originais  pertenciam a estes grupos étnicos. Na tentativa de adicionar um nível de organização para a cidade, essas famílias patrícias foram divididas em unidades chamadas "cúrias". O veículo pelo qual o os primeiros romanos expressaram suas tendências democráticas era conhecido como uma "comitia" (comitê ou assembleia).  As duas assembleias principais que se formaram eram conhecidas como a "assembleia das cúrias" e a "assembleia calada". As duas assembleias foram projetados para espelhar as divisões étnicas da cidade, tal como as assembleias foram organizadas de acordo com a cúria. O veículo através do qual os primeiros romanos expressavam seus impulsos aristocráticos era um conselho de anciãos da cidade, que mais tarde se tornou o Senado romano. Os anciãos deste conselho eram conhecidos como "patres" (pais), e, portanto, são conhecidos na história como os primeiros senadores romanos. O "Populus" (povo) e os anciãos, eventualmente, reconheceram a necessidade de um único líder político, e portanto, o "rex" (rei) foi eleito. O "populus" elegia o rei, e os anciãos aconselhavam o rei.
A segunda época abrange os reinados dos últimos três reis lendários. Esta época tem mais consequências do que a primeira, que em parte, foi devido ao significativo grau de expansão territorial que ocorreu. Independentemente de procurar saber se essas lendas são verdadeiras, é muito provável, como as lendas alegam, que uma série de conquistas ocorreu durante o final monarquia. Como resultado dessas conquistas, tornou-se necessário para determinar o que deveria ser feito com os povos conquistados. Muitas vezes, alguns dos indivíduos cujas cidades tinham sido conquistadas permaneceram nesses locais, enquanto outros vieram a Roma. Para adquirir posição legal e econômica, estes recém-chegados adoptaram uma condição de dependência em relação quer uma família patrícia, ou para com o rei (que era também um patrício). Eventualmente, os indivíduos que eram dependentes do rei foram liberados de seu estado de dependência, e se tornaram os primeiros "plebeus".

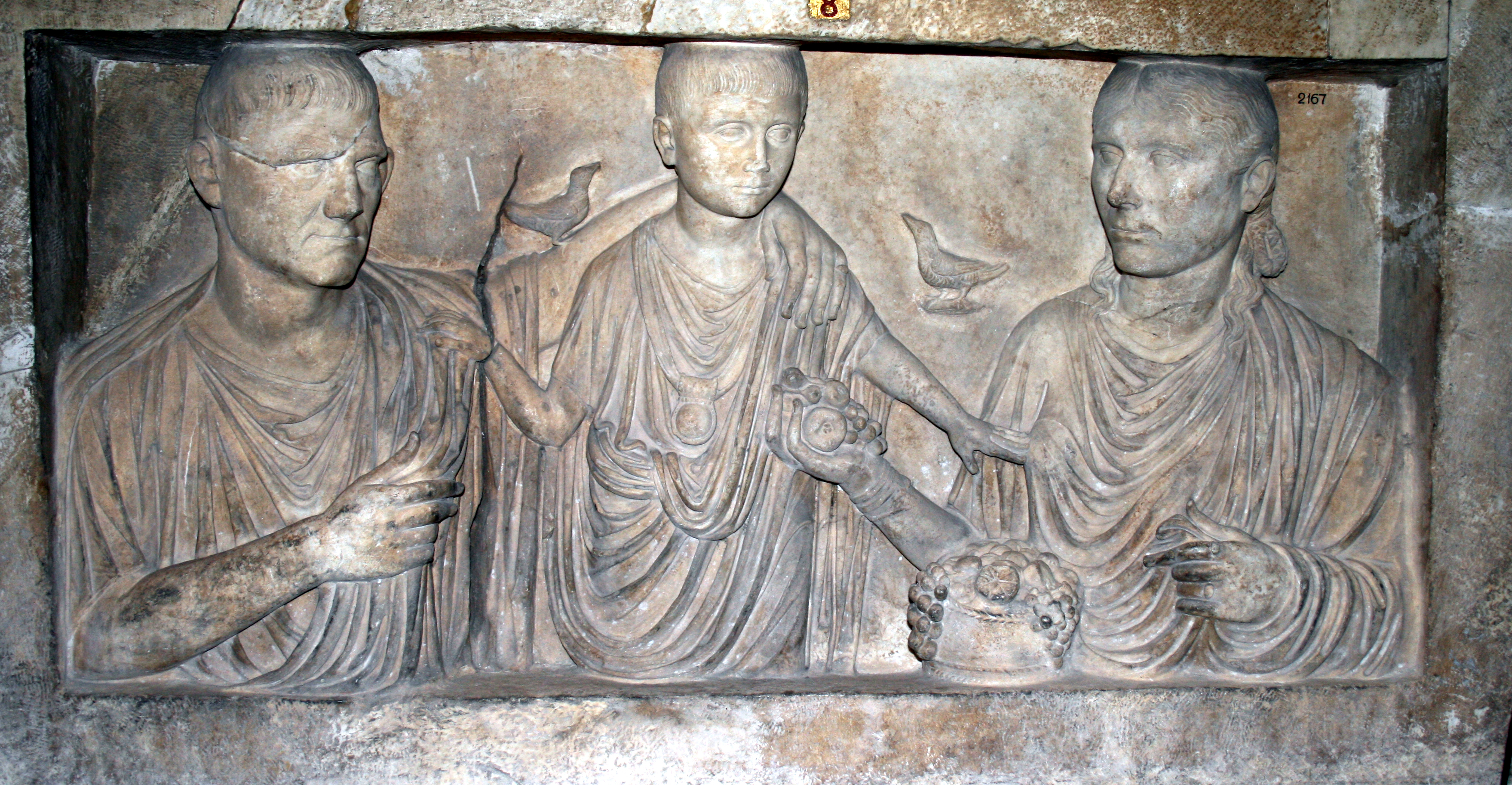
Representação de uma família romana, Museu do Vaticano

Conforme Roma crescia, crescia a necessidade de mais soldados para continuar suas conquistas. Entretanto, quando os plebeus foram liberados da sua dependência, eles foram liberados da sua cúria, e quando isso ocorreu, eles foram consequentemente libertados da obrigação de servir no exército, mas eles também perderam a sua posição política e econômica. Para trazer esses novos plebeus de volta para o exército, os patrícios foram forçados a fazer concessões.  Enquanto ainda não se sabe exatamente quais concessões foram feitas, o fato de que os plebeus não terem sido concedidos qualquer poder político, isto preparou o palco para o que na história ficou conhecido como o conflito das Ordens.
Para trazer os plebeus de volta para o exército, o exército foi reorganizado. As lendas dão crédito desta reorganização ao rei Sérvio Túlio. Ele também é creditado para a construção do templo de Diana no Monte Aventino, para marcar a fundação da chamada Liga Latina. De acordo com as lendas, Tullius aboliu o antigo sistema em que o exército foi organizado com base nas cúrias hereditárias, e o substituiu por um sistema baseado na propriedade da terra. Como parte de sua reorganização, foram criados dois novos tipos de unidade; o exército foi dividido em "Centúrias", e reorganizações posteriores fez o exército mais eficiente através do uso de "tribos".  As centúrias foram organizados com base na propriedade, e qualquer indivíduo, patrício ou plebeu, poderia tornar-se um membro de uma centúria. Estas centúrias formaram a base de um novo corpo legislativo chamado "Assembleia das centúrias", embora esta assembléia não foi imediatamente acordada quaisquer poderes políticos. Em contraste, quatro tribos foram criadas que englobavam toda a cidade de Roma, e enquanto novas tribos que mais tarde seriam criadas, essas tribos abrangeriam o território fora da cidade de Roma. Participação em uma tribo, dissemelhante do requerimento numa cúria, era aberta a ambos, patrícios e plebeus, sem levar em consideração a necessária qualificação de ter propriedade.

## Senado

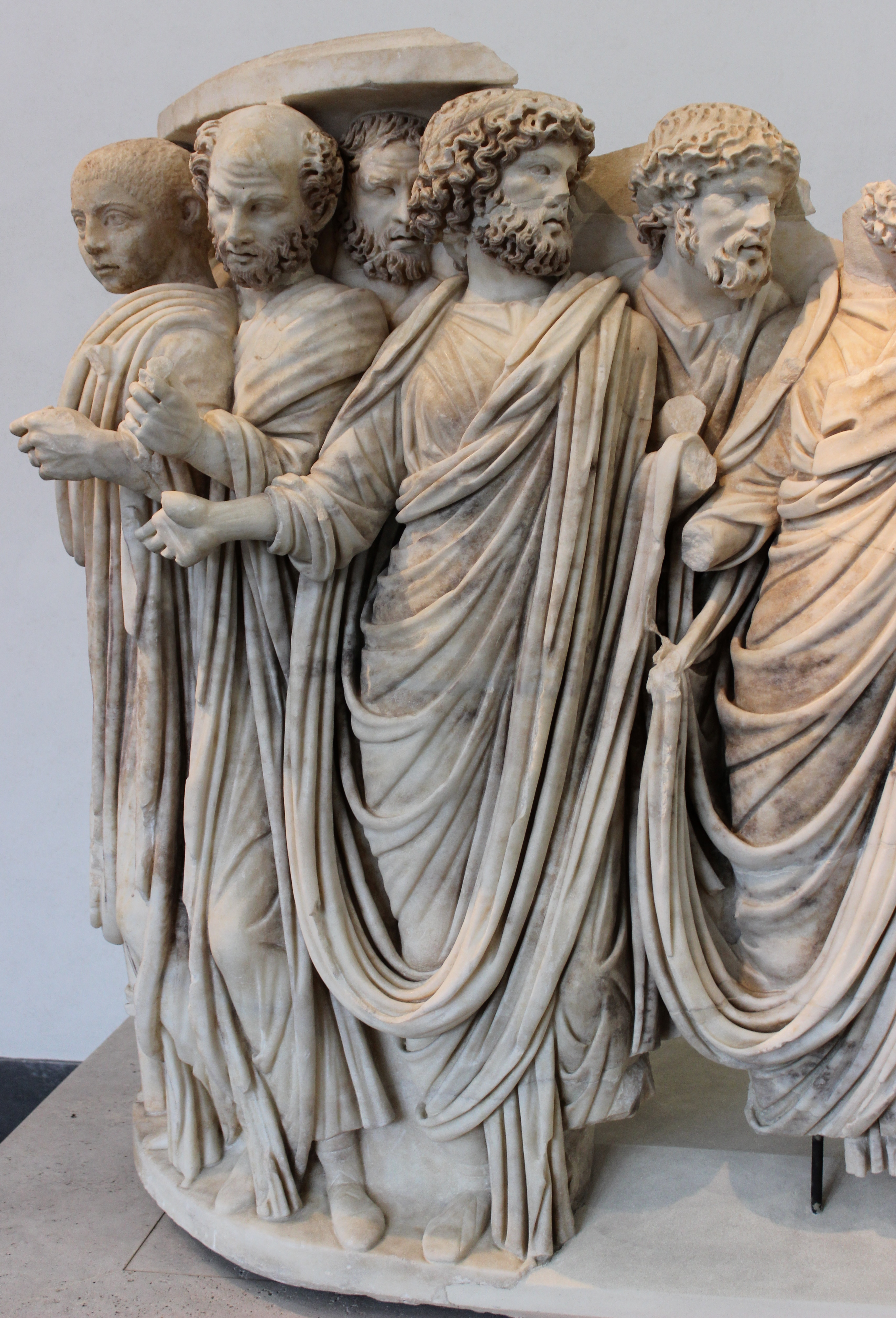
Fragmento de mármore do sarcófago em Acilia que descreve Gordiano III e alguns membros do Senado romano

O Senado romano era uma instituição política com início no antigo reino romano. Os pré-históricos indo-europeus que se instalaram na Itália, nos séculos antes da fundação lendária de Roma em 753 a.C., foram estruturados em comunidades tribais. Estas comunidades, muitas vezes incluem um conselho aristocrático de anciãos tribais. A família romana primitiva era chamada "gen" ou "clã". Cada clã era uma agregação de famílias sob controle comum de um patriarca do sexo masculino, chamado de pater  (em latim: "pai"), que era o senhor indiscutível do seu clã. Quando os primeiros gens romanas  foram se agregando para formar uma comunidade, os patres familias dos clãs principais foram selecionados para o conselho confederal de anciãos (que mais tarde se tornou o Senado romano). Com o tempo, contudo, reconheceram a necessidade de um único líder, levando-o a eleger um rei romano (rex) e investir nele seu poder soberano. Quando o rei morria, o poder seria naturalmente revertido para eles. O senado tinha três responsabilidades principais: funcionava como repositório definitivo para o poder executivo, conselheiro do rei e como corpo legislativo em sintonia com o povo de Roma. Os senadores romanos reuniam-se em um templo (templum) ou qualquer outro local que havia sido consagrado por um funcionário religioso (áugure).
Durante os anos da monarquia, a função mais importante do Senado foi a de escolher novos reis. O período entre a morte de um rei e a eleição do próximo rei, era chamado de interregno. Quando um rei morria, um membro do Senado (o inter-rei") podia nomear um candidato para substituir o rei. Depois que o Senado dava sua aprovação inicial ao candidato, ele então era formalmente eleito pelo povo e, em seguida, recebia a aprovação final do Senado. Nesse sentido, enquanto o rei era oficialmente eleito pelo povo, era efetivamente uma decisão do Senado. O papel mais significativo do Senado fora as eleições reais, era função de conselho consultivo do rei. Enquanto o rei não estava sujeito ao conselho oferecido pelo Senado, com o crescente prestígio do Senado isto fez o seu aconselhamento cada vez mais imprudente ser ignorado. Tecnicamente, o Senado também poderia fazer leis, mas seria incorreto ver os decretos do Senado como legislação no sentido moderno. Apenas o rei poderia decretar novas leis, embora ele frequentemente envolvia tanto o Senado, quanto a assembleia das cúrias no processo.

## Assembleias legislativas
As assembleias legislativas foram instituições políticas no antigo reino romano. Enquanto uma, a assembleia das cúrias, tinha alguns poderes legislativos, estes envolviam nada mais do que um direito de ratificar, simbolicamente, decretos emitidos pelo rei romano. As funções da outra, a assembleia calada, eram puramente religioso. Durante os anos do reino, todos as pessoas de Roma foram divididas em trinta cúrias, as unidades básicas de divisão das duas assembleias populares. Os membros de cada cúria votavam, e a maioria dos votos determinaria como essa cúria tinha votado na assembleia. Assim, quer seja na assembleia das cúrias ou a assembleia calada, era necessário ter a maioria da cúrias (pelo menos dezesseis das trinta) durante qualquer votação.
A assembleia das cúrias era a única assembleia popular com alguma significação política durante o período do Reino Romano, e foi organizada com base nas trinta cúrias. O rei presidia a assembleia e submetia decretos a ela para ratificação. Na calendas e na nonas, esta assembleia se reunia para ouvir anunciamentos. Apelos ouvidos pela assembleia curial muitas vezes lidavam com questões relativas ao direito da família romana. Durante dois dias fixos, na primavera, uma reunião era agendada para a assembleia reconhecer testamentos e adoções. A assembleia também tinha jurisdição sobre a admissão de novas famílias para a cúria, a transferência de famílias entre duas cúrias, bem como a transferência de indivíduos da plebe (plebem) ao status de patrício (ou vice-versa).

## Magistrados executivos
Os magistrados executivos eram oficiais eleitos na Roma Antiga. Durante o período do Reino de Roma, o rei de Roma era o principal magistrado executivo com poder, na prática, absoluto: ele era o principal sacerdote, legislador, juiz e o único comandante do exército.

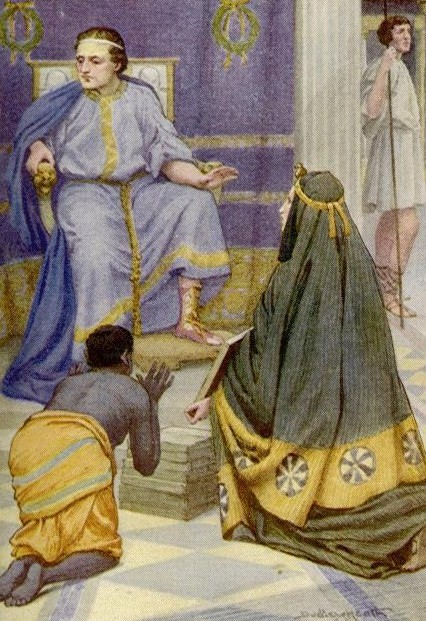
Tarquínio, o Soberbo, o último rei de Roma (de 535 até).

Seus poderes estavam baseados em leis e precedente legal, e ele só poderia receber esses poderes através do processo político em uma eleição democrática. Na prática, não havia nenhuma autêntica restrição ao seu poder. Quando uma guerra começava, ele tinha o poder exclusivo para organizar e requerer tropas, para escolher líderes para o exército e para conduzir a campanha como ele bem entendesse. Ele controlava todas as propriedades mantidas pelo Estado, tinha o poder exclusivo de dividir terras e despojos de guerra, era o principal representante da cidade durante relações com ambos os deuses ou os líderes de outras comunidades, e poderia decretar qualquer nova lei unilateralmente. Às vezes, ele se submetia seus decretos, quer para a assembleia popular ou para o Senado para uma ratificação cerimonial, mas uma rejeição não impedia a promulgação do decreto. O rei selecionava vários oficiais para ajudá-lo, e unilateralmente concedia-lhes os seus poderes. Quando o rei deixava a cidade, um "prefeito urbano" presidia a cidade em seu lugar. O rei também tinha dois questores como assistentes gerais, enquanto vários outros oficiais ("duouiri perduellionis") auxiliavam o rei durante casos de traição. Em guerra, o rei comandava ocasionalmente somente a infantaria, e delegava o comando sobre a cavalaria ao comandante de seus guarda-costas pessoais, o tribuno dos céleres. O rei algumas vezes deferia a precedentes, muitas vezes simplesmente por necessidade prática. Enquanto o rei, por exemplo, podia unilateralmente declarar a guerra, ele tipicamente queria ter tais declarações ratificados pela assembleia popular.
O período entre a morte de um rei e a eleição do próximo rei, quando o Senado desejava compartilhar o poder soberano entre si em vez de eleger um novo rei. Para isso, segundo Lívio, o senado que então consistia de cem membros, era dividido em dez decúrias das quais um senador era eleito de cada um. Todos juntamente formavam um conselho de dez membros, com o título de inter-reis, dos quais desfrutavam do poder sucessório por cinco dias; se nenhum rei fosse indicado no período de expiração de cinquenta dias, a rotação reiniciava. Esse período do qual desfrutavam o poder era chamado de Interregno (em latim: Interregnum). Uma vez que o  inter-rei encontrava um candidato adequado para a realeza, ele apresentava esse candidato ao Senado para uma aprovação inicial. Se o Senado votasse a favor do candidato, essa pessoa iria para a eleição formal perante ao povo de Roma na assembleia das cúrias (Assembléia Popular).  Depois que o candidato era eleito na assembleia das cúrias, o Senado ratificava a eleição por meio de um decreto.[18] O inter-rei em seguida, formalmente declarava que o candidato era o rei. O novo rei, em seguida, era levado  para a cerimônia  de "tomar os auspícios" (um ritual de busca por presságios dos deuses), e finalmente era investido com autoridade legal (imperium) pela assembleia popular.

## O fim da monarquia
Alguns historiadores apontam que o estabelecimento da dinastia etrusca como uma das causas para o fim da monarquia.

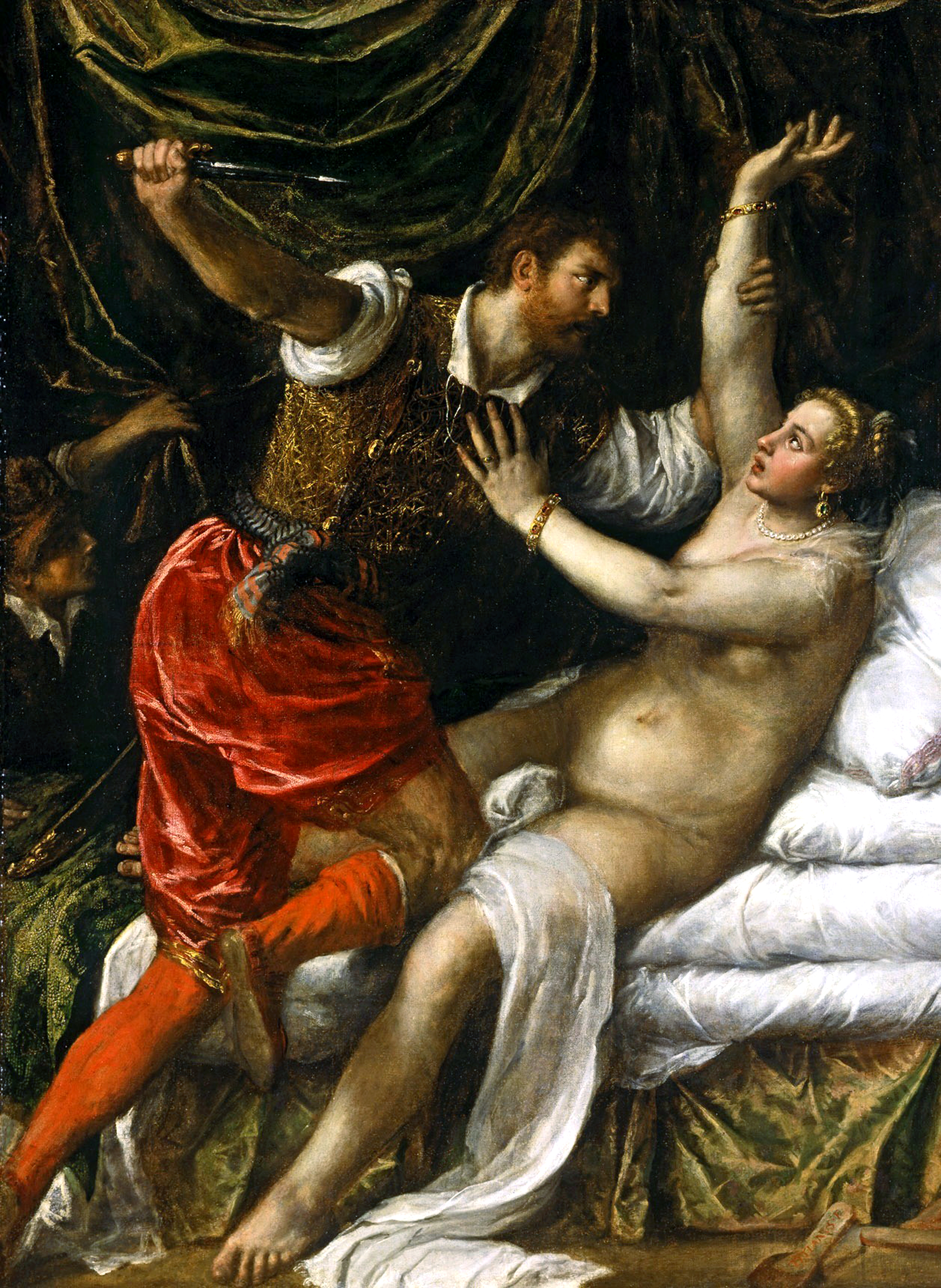
"Estupro de Lucrécia" por Sexto Tarquínio

O primeiro rei etrusco e quinto rei de Roma, segundo a cronologia de Tito Lívio, Tarquínio Prisco, foi eleito depois da morte de Anco Márcio. Sugeriu-se que Roma havia sido conquistada pelos etruscos, mas isto é improvável. A cidade era localizado em uma posição facilmente defensável, e seu rápido crescimento teria atraído pessoas de toda a região. A política liberal da cidade de estender cidadania provavelmente criou uma oportunidade para um líder habilidoso para ganhar o trono, O reinado dos primeiros quatro reis foi distinto do de últimos três. Os primeiros reis foram eleitos. Entre os reinados dos três últimos reis, no entanto, a monarquia tornou-se hereditária, e, assim, o Senado tornou-se subordinado ao rei. O fato de que a monarquia tornou-se hereditária (não é tão óbvio apenas olhando o parentesco entre os três reis), bem como da falta do  intervalo interregno. O fato de que os auspícios não regressavam para o Senado nas mortes daqueles reis constituiu uma séria erosão da autoridade do Senado, porque impedia o Senado de eleger um monarca da sua escolha, Esta violação da soberania do Senado, em vez de uma tirania intolerável, foi provavelmente o que levou os patrícios no Senado para derrubar o último rei. O rei pode ter procurado o apoio dos plebeus, mas os plebeus estavam, sem dúvida, cansados do contínuo serviço militar e do trabalho forçado na construção de obras públicas e, provavelmente, estavam amargurado por sua falta de poder político. Também o drama do suicídio de Lucrécia teria sido usado pelo Senado como pretexto para justificar revolução. Em 509 a.C., terminou os 244 anos da dinastia etrusca. Os aristocratas declararam deposto o rei ausente e proclamando a República.